# Jacques Mariette
Pour les articles homonymes, voir Mariette.
Jacques Christophe Luc Mariette, né le 15 décembre 1760 à Caen, mort le 7 janvier 1821 à Paris, est un homme politique de la Révolution française.

## Biographie
Sous l'Ancien Régime, Jacques Mariette est avocat au parlement de Rouen.

### Mandat à la Convention
La monarchie constitutionnelle, mise en application par la constitution du 3 septembre 1791, prend fin à l'issue de la journée du 10 août 1792 : les bataillons de fédérés bretons et marseillais et les insurgés des faubourgs de Paris prennent le palais des Tuileries.
En septembre 1792, Jacques Mariette, alors juge de paix à Rouen, est élu député du département de Seine-Inférieure, le douzième sur seize, à la Convention nationale.
Il siège sur les bancs de la Plaine. Lors du procès de Louis XVI, il vote « la détention, et le bannissement à la paix » et se prononce en faveur de l'appel au peuple et en faveur du sursis à l'exécution de la peine. Le 13 avril 1793, il est absent lors du scrutin sur la mise en accusation de Jean-Paul Marat. Le 28 mai, il est également absent lors du scrutin sur le rétablissement de la Commission des Douze.
Le 11 avril 1793, Mariette et ses collègues Jean-Pierre Duval (député de Seine-Inférieure), Denis-Toussaint Lesage (député d'Eure-et-Loir) et Pierre Plet-Beauprey (député de l'Orne) sont envoyés en mission dans les départements de l'Orne et du Loiret. Ils sont tous les quatre rappelés à l'issue des journées du 31 mai et du 2 juin. Les députés Montagnards François-Louis Bourdon (député de l'Oise) et Jean Julien (député de la Haute-Garonne) les accusent d'avoir « organisé la contre-révolution à Orléans ».
Après la chute de Robespierre, Jacques Mariette adhère à la réaction thermidorienne. Le 22 brumaire an III (le 12 novembre 1794), il est envoyé en mission dans les ports de Marseille, de Nice, de Sète et de Toulon. Le 7 pluviôse an III (le 26 janvier 1795), il est adjoint à la mission de ses collègues Paul Cadroy (député des Landes) et Jean-Michel Chambon de la Tour (député du Gard) dans les départements des Bouches-du-Rhône et du Var. Le 16 messidor an III (2 juillet 1795), il entre au Comité de sûreté générale.

### Mandat aux Cinq-Cents
En vendémiaire an IV (octobre 1795), Jacques Mariette est réélu député et siège au Conseil des Cinq-Cents. Il est tiré au sort pour quitter le Conseil le 1er prairial an V (20 mai 1797).
Le 17 frimaire (le 8 décembre), lui et ses collègues Cadroy et Chambon de la Tour sont dénoncés par une pétition de Marseille qui les accuse d'avoir favorisé les massacres commis par la compagnie de Jéhu et du Soleil, et d'avoir couvert le massacre des jacobins incarcéré au fort Saint-Jean. La dénonciation est rejetée comme calomnieuse,.
Il est juge d'appel à Rouen en 1800 et prévôt des douanes à Anvers en 1811, puis commissaire de Police à Paris.

## Sources
1. ↑  Claveau, Louis, Ducom, André Jean (1861-1923), Lataste, Lodoïs (1842-1923) et Pionnier, Constant (1857-1924), « Archives parlementaires de 1787 à 1860, Première série, tome 52, Liste des députés par départements » , sur https://gallica.bnf.fr, 1897 (consulté le 18 février 2025)
2. ↑  Froullé, Jacques-François (≃1734-1794) et Levigneur, Thomas (≃1747-1794), « Liste comparative des cinq appels nominaux. Faits dans les séances des 15, 16, 17, 18 et 19 janvier 1793, sur le procès et le jugement de Louis XVI [...] » , sur https://gallica.bnf.fr, 1793 (consulté le 18 février 2025)
3. ↑  Claveau, Louis, Ducom, André Jean (1861-1923), Lataste, Lodoïs (1842-1923) et Pionnier, Constant (1857-1924), « Archives parlementaires de 1787 à 1860, Première série, tome 62, séance du 13 avril 1793 » , sur https://gallica.bnf.fr, 1902 (consulté le 18 février 2025)
4. ↑  Claveau, Louis, Ducom, André Jean (1861-1923), Lataste, Lodoïs (1842-1923) et Pionnier, Constant (1857-1924), « Archives parlementaires de 1787 à 1860, Première série, tome 65, séance du 28 mai 1793 » , sur https://gallica.bnf.fr, 1904 (consulté le 18 février 2025)
5. ↑  Aulard, François-Alphonse (1849-1928), « Recueil des actes du Comité de salut public, avec la correspondance officielle des représentants en mission et le registre du conseil exécutif provisoire. Tome 3 » , sur https://gallica.bnf.fr, 1889 (consulté le 18 février 2025)
6. ↑  Aulard, François-Alphonse (1849-1928), « Recueil des actes du Comité de salut public, avec la correspondance officielle des représentants en mission et le registre du conseil exécutif provisoire. Tome 3 » , sur https://gallica.bnf.fr, 1889 (consulté le 18 février 2025)
7. ↑  Claveau, Louis, Ducom, André Jean (1861-1923), Lataste, Lodoïs (1842-1923) et Pionnier, Constant (1857-1924), « Archives parlementaires de 1787 à 1860, Première série, tome 65, séance du 2 juin 1793 » , sur https://gallica.bnf.fr, 1904 (consulté le 18 février 2025)
8. ↑  Aulard, François-Alphonse (1849-1928), « Recueil des actes du Comité de salut public, avec la correspondance officielle des représentants en mission et le registre du conseil exécutif provisoire. Tome 18 » , sur https://gallica.bnf.fr, 1908 (consulté le 18 février 2025)
9. ↑  Aulard, François-Alphonse (1849-1928), « Recueil des actes du Comité de salut public, avec la correspondance officielle des représentants en mission et le registre du conseil exécutif provisoire. Tome 19 » , sur https://gallica.bnf.fr, 1909 (consulté le 18 février 2025)
10. ↑  « Journal de Perlet n°1013, Convention nationale, séance du soir du 16 messidor an III (2 juillet 1795) » , sur https://archives.calvados.fr, 17 messidor an 3 (5 juillet 1795) (consulté le 18 février 2025)
11. ↑  Gazette nationale ou le Moniteur universel n°167, « Conseil des Cinq-Cents et Conseil des Anciens, séance du 15 ventôse an V (5 mars 1797) » , sur https://gallica.bnf.fr, 17 ventôse an 5 (7 mars 1797) (consulté le 18 février 2025)
12. ↑  Gazette nationale ou le Moniteur universel n°84, « Conseil des Cinq-Cents, séance du 17 frimaire an IV (8 décembre 1795) » , sur https://gallica.bnf.fr, 24 frimaire an 4 (15 décembre 1795) (consulté le 18 février 2025)
13. ↑  Stephen Clay, « Justice, vengeance et passé révolutionnaire : les crimes de la Terreur blanche », Annales historiques de la Révolution française, no 350,‎ 1er décembre 2007, p. 109–133 (ISSN 0003-4436, DOI 10.4000/ahrf.11265, lire en ligne, consulté le 18 février 2025)

- « Jacques Mariette », dans Adolphe Robert et Gaston Cougny, Dictionnaire des parlementaires français, Edgar Bourloton, 1889-1891 [détail de l’édition]